# Чижково (деревня)
Чижково — деревня в Богородском муниципальном округе Нижегородской области России.

## География
Деревня находится в центральной части Нижегородской области, в зоне хвойно-широколиственных лесов, на юго-восточном берегу Чижковского пруда, к югу от автодороги 22Н-0402, на расстоянии приблизительно 14 километров (по прямой) к юго-востоку от города Богородска, административного центра района. Абсолютная высота — 120 метров над уровнем моря.
Климат
Климат характеризуется как умеренно континентальный, с тёплым коротким летом и холодной продолжительной зимой. Среднегодовая температура — 2,9 °C. Средняя температура воздуха самого тёплого месяца (июля) — 17,6 °C (абсолютный максимум — 37 °C); самого холодного (января) — −11,9 °C (абсолютный минимум — −43 °C). Продолжительность безморозного периода — 135—140 дней Среднегодовое количество атмосферных осадков составляет 533 мм, из которых 368 мм выпадает в период с апреля по октябрь. Устойчивый снежный покров устанавливается, как правило, в конце ноября и держится в среднем 135—145 дней.
Часовой пояс
Деревня Чижково, как и вся Нижегородская область, находится в часовой зоне МСК (московское время). Смещение применяемого времени относительно UTC составляет +3:00.

## Население
| 1999 | 2002 | 2010 |
| ---- | ---- | ---- |
| 19   | ↘14  | ↘3   |

Национальный состав
Согласно результатам переписи 2002 года, в национальной структуре населения русские составляли 100 %.